# La Route de Corinthe
Pour plus de détails, voir Fiche technique et Distribution.
La Route de Corinthe est un film d'espionnage franco-italo-grec réalisé par Claude Chabrol et sorti en 1967.

## Synopsis
Pendant la Guerre froide, en Grèce, les radars de l'OTAN connaissent de mystérieuses pannes. Un agent secret se fait assassiner en étant sur le point d'élucider le problème. Son épouse, Shanny, prendra la suite de l'enquête malgré l'opposition du chef des services secrets, M. Sharps. Celui-ci dépêche donc un agent des renseignements, un certain Dex, pour surveiller les allées et venues de la jeune femme. Il tombera amoureux d'elle et finalement acceptera d'aider Shanny dans sa mission. Ils parviennent à démasquer le coupable, Khalidès. Dex démissionne des services secrets et file le parfait amour avec Shanny.

## Fiche technique
- Titre original : La Route de Corinthe
- Réalisation : Claude Chabrol
- Scénario : Daniel Boulanger et Claude Brulé d'après le roman éponyme de Claude Rank
- Direction artistique : Marilena Aravantinou
- Costumes : Maurice Albray
- Photographie : Jean Rabier
- Cadreur : Claude Zidi
- Son : Guy Chichignoud
- Musique : Pierre Jansen
- Montage : Jacques Gaillard et Monique Fardoulis
- Production : André Génovès
- Société de production : 
  - France Les Films de La Boétie, Orion Films
  - Italie Compagnia Generale Finanziaria Cinematografica
- Société de distribution : Compagnie Commerciale Française Cinématographique
- Pays de production :  France |  Italie |  Grèce
- Langue originale : français
- Format : couleur (Eastmancolor) — 35 mm — 1,66:1 — son Mono
- Genre : Film d'espionnage, Thriller
- Durée : 90 minutes
- Date de sortie : France : 27 octobre 1967

## Distribution
- Jean Seberg : Shanny
- Maurice Ronet : Dex
- Michel Bouquet : Sharps
- Christian Marquand : Robert Ford
- Claude Chabrol : Alcibiade (non crédité)
- Antonio Passalia : le tueur
- Saro Urzì : Khalidès
- Romain Gary : le pope dans l'avion
- Steve Eckhardt : Socrate
- Paolo Giusti : Josio
- Antonio Passalia : un tueur
- Zannino : un tueur

## Production
« Tenez, j’ai fait treize films avec le producteur André Génovès. Notre premier film ensemble (La Route de Corinthe, 1967), j’en avais honte avant de le commencer, j’ai essayé de changer le scénario ! Peine perdue. Ce film, il faut le voir pour y croire ! N’empêche que grâce à ça, j’ai pu ensuite faire avec Génovès douze films que j’avais vraiment envie de tourner (Les Biches, La Femme infidèle, Que la bête meure, Le Boucher...). »

— Interview de Claude Chabrol par Serge Kaganski, parue dans Les Inrocks le 23 août 1995